# Wolfgang Hattmannsdorfer
Wolfgang Hattmannsdorfer (ur. 20 listopada 1979 w Linzu) – austriacki polityk, ekonomista i samorządowiec, parlamentarzysta, w latach 2021–2024 minister w rządzie krajowym Górnej Austrii, od 2025 minister w rządzie federalnym.

## Życiorys
W 1998 ukończył Europagymnasium Auhof w Linzu, a w 2003 ekonomię na Uniwersytecie Johannesa Keplera w Linzu. W latach 2005–2007 odbył na tej uczelni studia doktoranckie z ekonomii. Działacz Austriackiej Partii Ludowej. Pracował jako asystent przewodniczącego frakcji w landtagu, zastępca dyrektora biura krajowej grupy poselskiej oraz dyrektor biura ÖVP w Górnej Austrii. Od 2009 był zastępcą dyrektora zarządzającego, a w latach 2013–2021 dyrektorem zarządzającym strukturami partii w tym kraju związkowym. W 2010 zasiadł w radzie miejskiej rodzinnej miejscowości, w 2015 został deputowanym do landtagu. Od października 2021 do października 2024 był członkiem rządu krajowego Górnej Austrii, odpowiadając w nim za sprawy społeczne, integrację i kwestie dotyczące młodzieży.
W wyborach w 2024 uzyskał mandat deputowanego do Rady Narodowej. W styczniu 2025 objął funkcję sekretarza generalnego austriackiej federalnej izby gospodarczej (Wirtschaftskammer Österreich). W marcu 2025 powołany na ministra pracy i gospodarki w utworzonym wówczas rządzie Christiana Stockera. W kwietniu 2025 w wyniku zmian struktury resortów przeszedł na stanowisko ministra gospodarki, energii i turystyki.